# Della Saba
Della Saba, född 6 december 1989 i London, är en brittisk skådespelare.
Saba har bland annat medverkat i TV-serierna Physical och Kung Fu Panda: Drakriddaren. Hon har även medverkat i filmen Zootropolis.

## Filmografi (i urval)
- 2016 – Zootropolis
- 2021–2022 – Physical (TV-serie)
- 2022–2023 – Kung Fu Panda: Drakriddaren (TV-serie)
- 2023 – Önskan